# New & Mayne
New & Mayne war ein britischer Hersteller von Automobilen.

## Unternehmensgeschichte
Anthony George New und Arthur James Mayne formten 1891 eine Partnerschaft als Elektro- und Maschinenbauingenieure zur Fahrzeugherstellung in Palace Chambers, Westminster, Großbritannien. 1896 wandelten sie das Unternehmen in eine Ltd. um. New & Mayne entwickelte Fahrzeuge mit Verbrennungsmotoren, befasste sich aber auch mit Elektroantrieben für Boote.
1899 wurde das Unternehmen liquidiert.

## Fahrzeuge
Eines der ersten Fahrzeuge von New & Mayne war ein dreirädriger Dog-Cart, bei dem das einzelne Vorderrad gelenkt und von einem Benzin-Verbrennungsmotor angetrieben wurde. Dieses Fahrzeug nahm im November 1896 auch am Emancipation Run von London nach Brighton teil.
1896 wurde außerdem ein Lieferwagen (Laundry Van) vorgestellt.

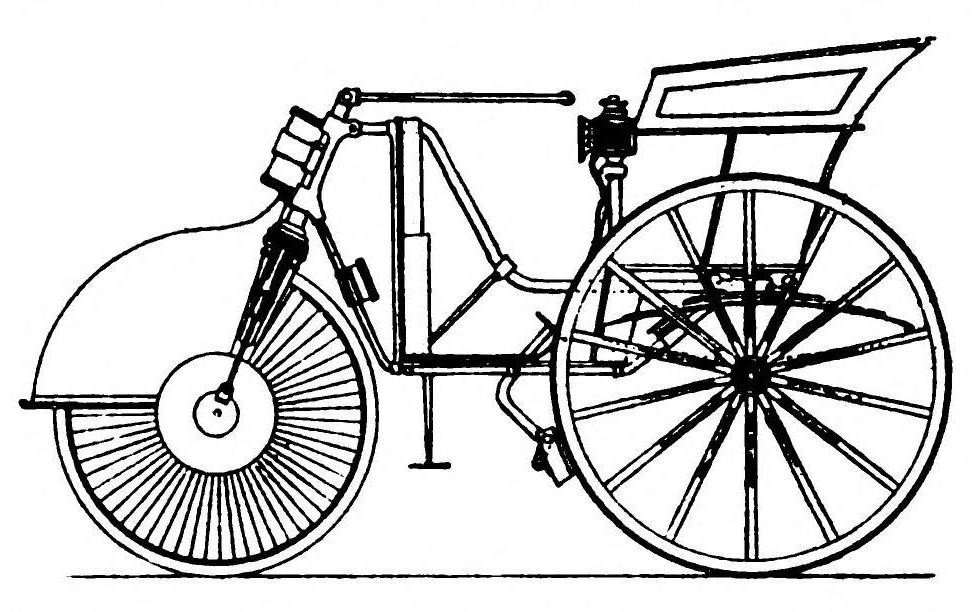
Three-wheeler Dog-cart (1896)
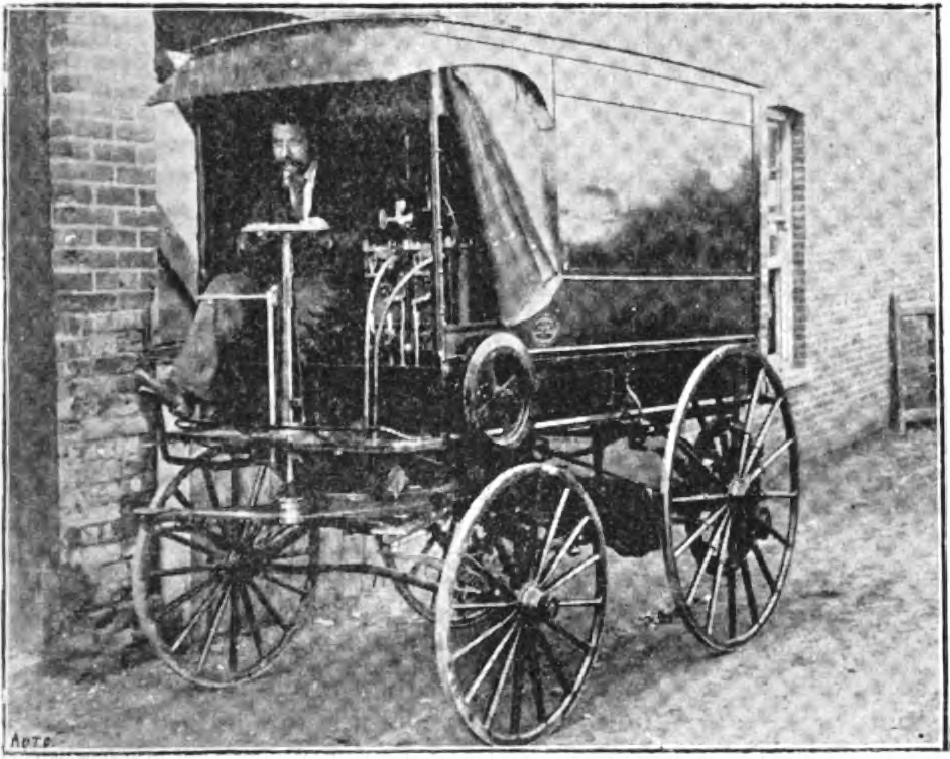
Laundry Van (1896)